# Chorvatská stoletá válka
Chorvatská stoletá válka (chorvatsky Stogodišnji hrvatsko-turski rat, Stogodišnji rat protiv Turaka, Stogodišnji rat s Osmanlijama ) je název řady, většinou krátkých, ozbrojených střetů (také se jim říká „malá válka“, chorvatsky Mali rat ) mezi Osmanskou říší a Chorvatským královstvím (ovládaným dynastií Jagellonců a Zápolských) a následně Chorvatskem v rámci Habsburské monarchie. 
Papež Lev X. nazval v roce 1519 Chorvatsko v roce Antemurale Christianitatis („hradbou křesťanství“), což chorvatským vojákům poskytlo významné příspěvky na podporu boje proti Turkům. Roku 1593 byl postup Osmanské říše dále do Evropy zastaven na chorvatském území (bitva u Sisaku), Osmanský chalífát však po zbytek 16. až do konce 17. století okupoval části Chorvatska. 

## Časová osa
Existuje několik údajů o délce války. Podle skupiny historiků začala válka v roce 1493 bitvou na Krbavě a skončila bitvou u Sisaku v roce 1593.  
Podle jiného výpočtu válka trvala od druhé poloviny 15. století po celé 16. století. 
Třetí část historiků udává jako konec války žitvatorocký mír z roku 1606. Válka sice pro křesťany skončila vítězstvím po porážce Osmanů u řeky Kupy, ovšem za cenu zmenšení chorvatského území na polovinu. 
Vzhledem ke ztrátám na životech i území je 15. a 16. století v chorvatských dějinách označováno jako „dvě století smutku“ (latinsky Plorantis Croatiae saecula duo carmine descripta), jak je ve své lyricko-epické básni z roku 1703 popisuje Pavel Ritter Vitezović. 

## Bojiště
Hlavní bitvy tohoto konfliktu se odehrály zejména ve střední a východní části chorvatského území, od východní hranice v předosmanské éře po západní hranici „reliquiae reliquiarum olim inclyti regni Croatiae“ („pozůstatek zbývajících částí velkého Chorvatského království“). 
Po dobytí Krbavy v roce 1493 začali Osmané obsazovat řadu důležitých pevností: Knin a Skradin padly v roce 1522. V roce 1526 se odehrála bitva u Moháče v níž padl mladý český a uhersko-chorvatský král Ludvík. Jajce padlo v roce 1528, Požega v roce 1536, Kliská pavnost v roce 1537 a v roce 1538 Nadin a Vrana, čímž se posunula chorvatsko-osmanská hranice Požega–Bihać–Velebit–Zrmanja–Cetina.  
Od konce roku 1540 Osmanská říše obsadila chorvatské území mezi Skradinem a Karin a eliminovala nárazníkové pásmo, které bylo vytvořeno mezi Osmanskou říší a benátskou Dalmacií. Od roku 1573 byl zbytek dalmatského vnitrozemí, ovládaný tehdy benátskými městy, byl dále zmenšen postupem Osmanů.  

## Mezinárodní dopad

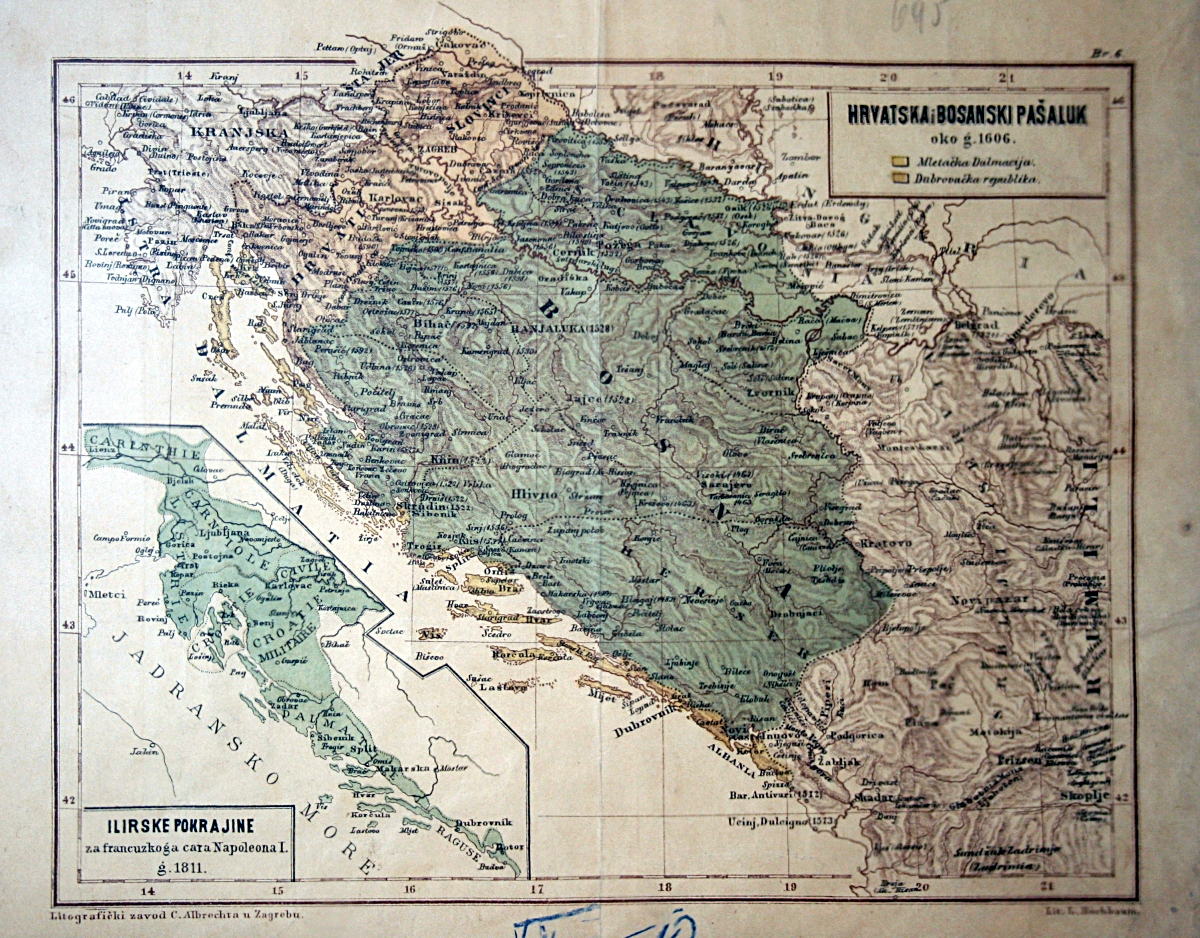
Stav v roce 1606: Chorvatské království (světle hnědé), Republika Dubrovník (žluté), majetky Benátské republiky na chorvatském pobřeží (oranžové) a osmanský pašalik Bosna (zelené).

Přestože chorvatské království utrpělo těžké porážky a ztráty, dokázalo přežít a udržením si vlastní identitu, náboženství i kulturu i díky Habsburské monarchii. Nadto se některým Chorvatům na územích dobytých Osmany dařilo setrvat na svém místě, protože Vysoká porta (osmanská správa) se rozhodla přijmout etnickou rozmanitost, zatímco jiní později konvertovali k islámu. 
Odhodlání Chorvatů bojovat s Osmany získal odezvu v ostatních evropských zemích a mnoho spisovatelů oslavovalo odvahu chorvatských válečníků. Mnoho podrobných informací o válce lze dodnes najít v Monumenta Hungariae Historica, Codex diplomaticus partium Regno Hungariae adnexarum, souborném díle vydaném v roce 1903 s více než 600 dokumenty té doby. 

## Druhy konfliktů
Za celou dobu jejího trvání konfliktu, 100 let (nebo 150 let – v závislosti na historických kritériích), se na území Chorvatského království odehrála řady menších ozbrojených střetů („malá válka“). 
Osmané provozovali taktiku vytrvalých nájezdů a spálené země s cílem zastrašit a demoralizovat místní obyvatelstvo, ekonomicky je vyčerpat a ochromit běžný život příhraničních oblastí. Na to Chorvaté a jejich křesťanští spojenci odpovídali protiútoky, zejména v raných fázích války. Ačkoli tyto taktiky zjevně nesouvisely s klasickými střety na bitevním poli, zažily obě strany okamžiky přímé konfrontace. Domobrana někdy zadržela nebo pronásledovala nájezdníky na jejich zpáteční cestě do tábora. Nadto proběhlo několik intenzivních vojenské akcí, jako v případě bitvy na Krbavských polích nebo bitvy o Sisak. 

## Válečné zóny
Válka zahrnovala několik válečných oblastí, které lze rozdělit do tří částí: 
- „První zónu“ tvořilo území Chorvatského království, které nemělo účinnou kontrolu nad svým územím, neboť jeho části byly obsazeny Osmany. Vstupní zóna Osmanů byla 50 km za normální chorvatskou hranici té doby. Pohraniční oblasti byly silně militarizované, avšak mnoho obranných bodů bylo zdevastováno, a ekonomický život zcela utlumen. Tato oblast zaznamenala vysokou míru emigrace zejména do zahraničí.
- „Druhá zóna“ byla vystavena příležitostným nájezdům osmanské armády a polovojenských oddílů. Oblast byla pod chorvatskou kontrolou a hospodářský život do určité míry fungoval i během války. Úroveň zalidnění zůstávala většinou stejná a do této oblasti často přicházeli emigranti z první oblasti. Chorvatští šlechtici se oblast snažili využít k zajištění nezbytné obrany, aby se pokusili vojensky zpět dobýt první oblast.
- „Třetí zóna“ byla nejvzdálenější od osmanských nájezdů, ale i zde byly některé oblasti vystaveny několika krátkým nájezdům.